# Kościół Bożego Ciała we Wrocławiu
Kościół Bożego Ciała we Wrocławiu – kościół byłej komandorii joannitów, położony przy dzisiejszej ulicy Świdnickiej nr 26.

## Historia

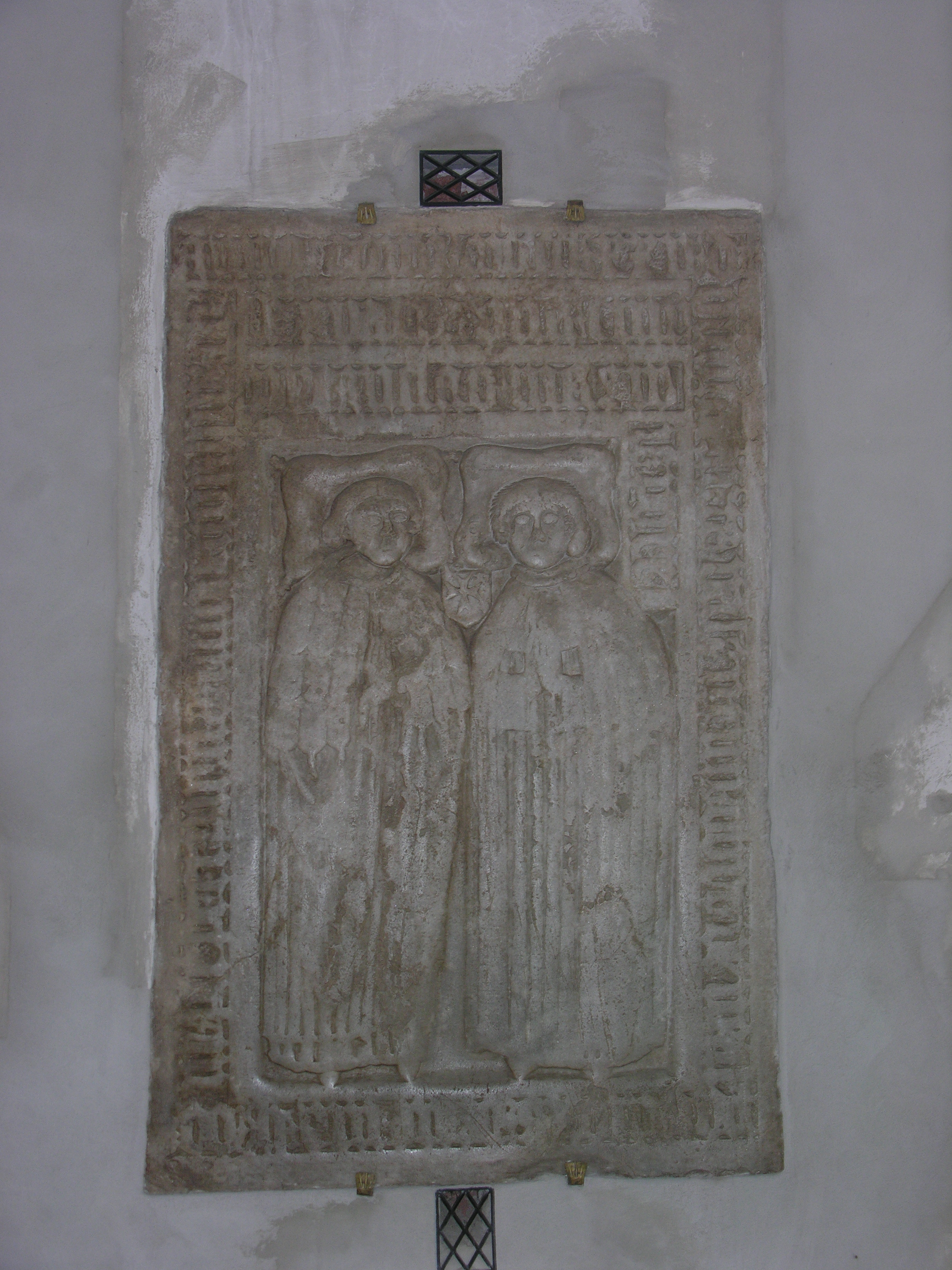
Nagrobek Joannitów

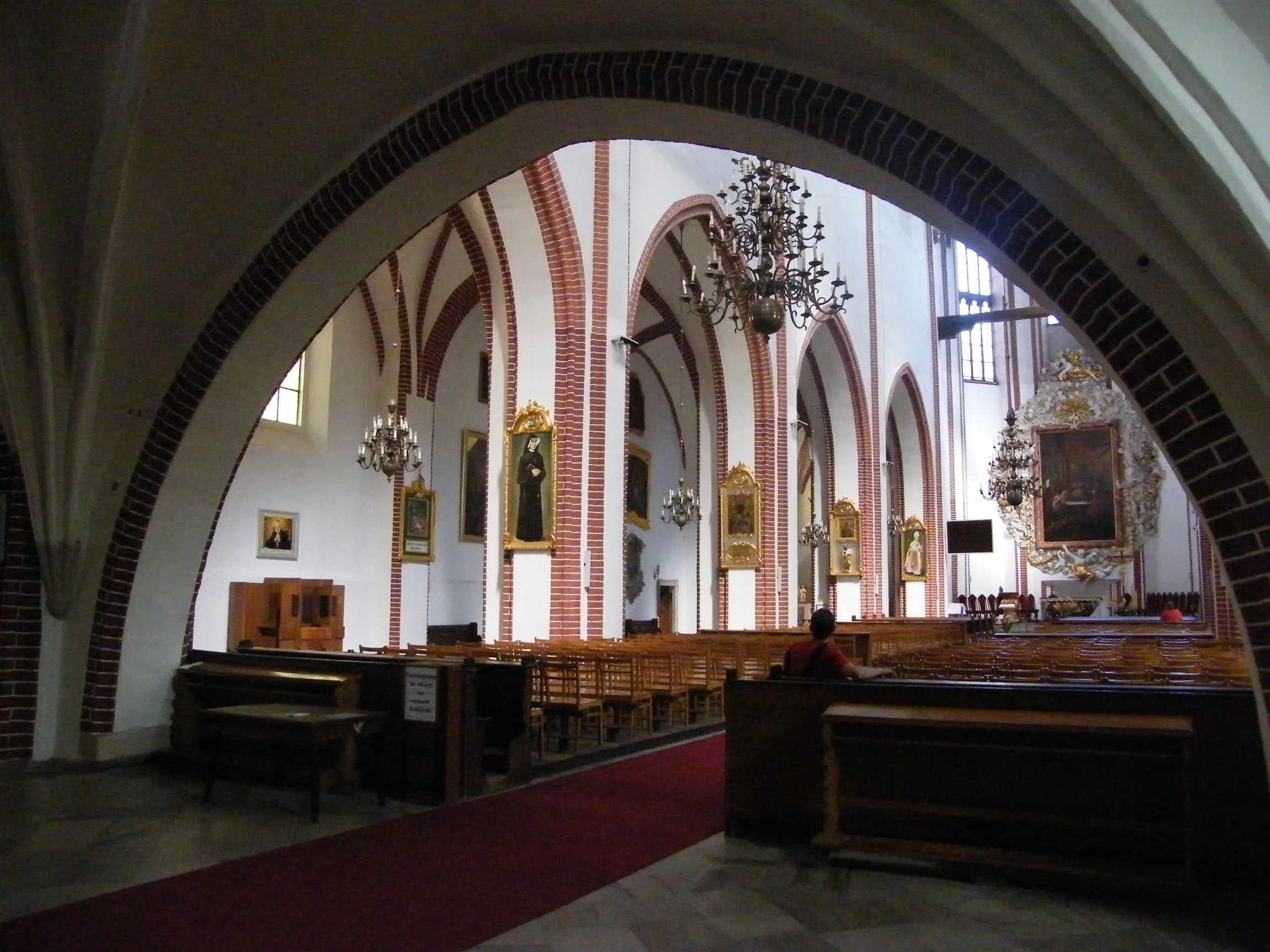
Wnętrze

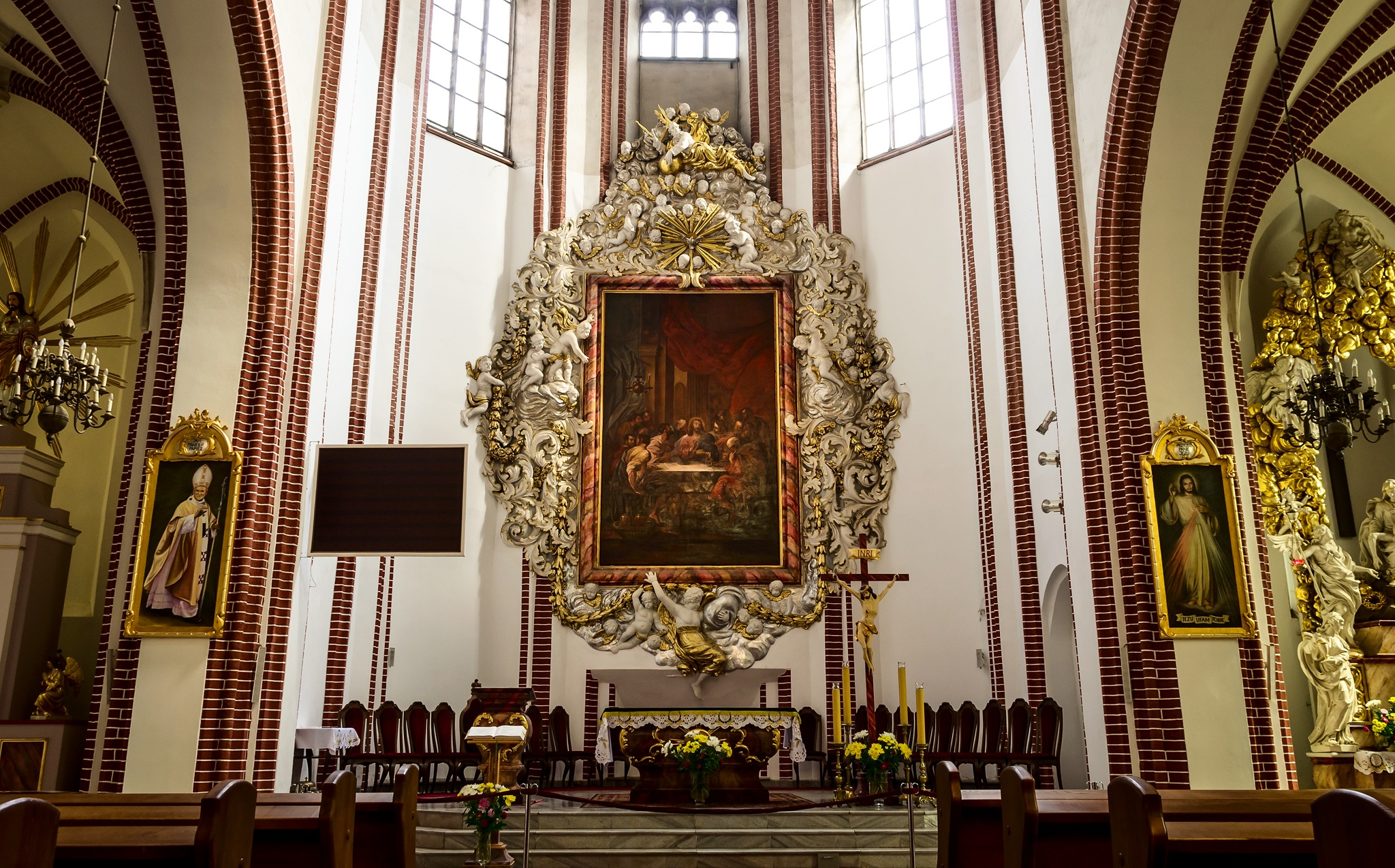
Ołtarz główny z obrazem

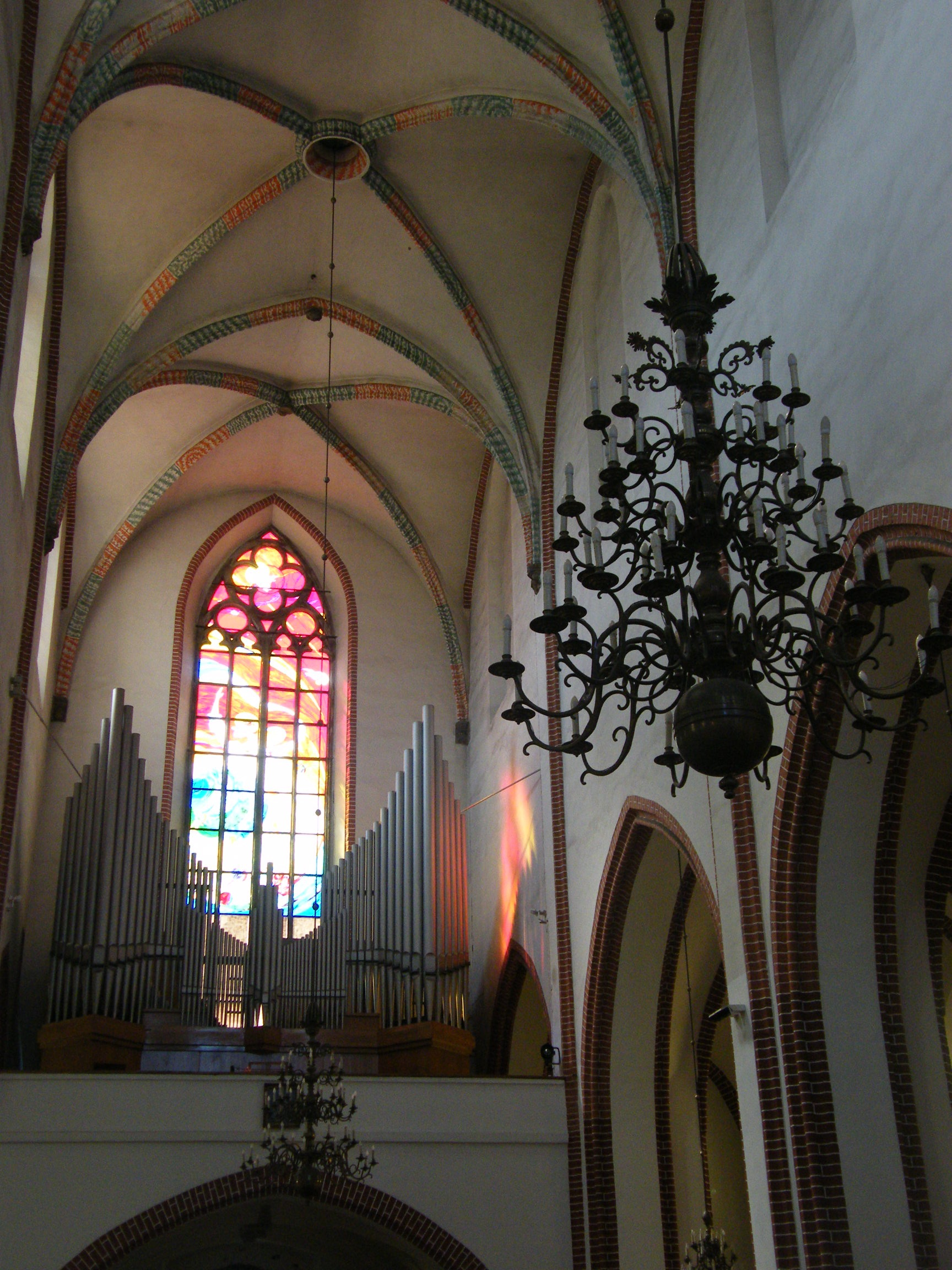
Organy

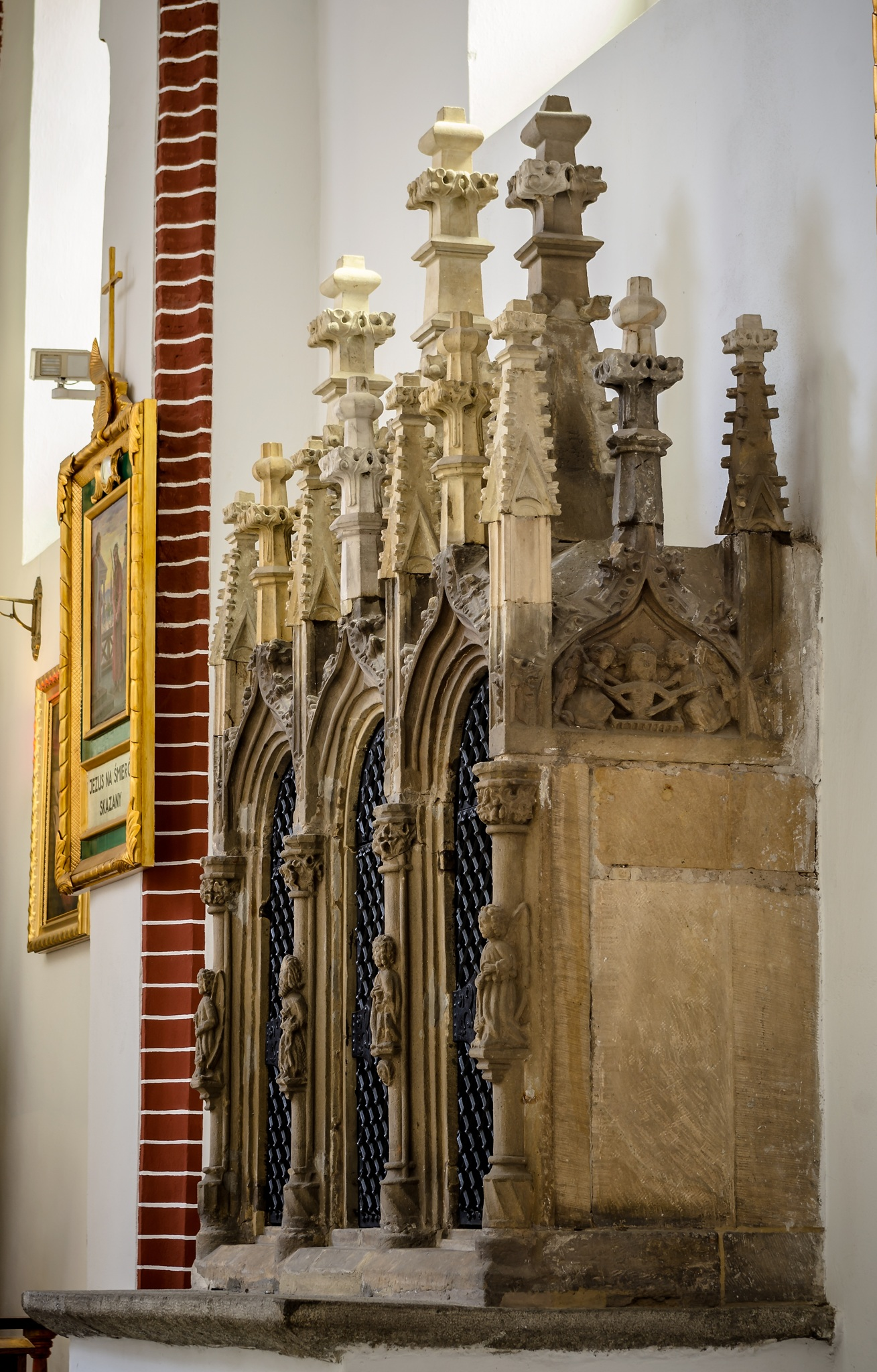
Gotyckie Sakramentarium

Joannici, sprowadzeni na Śląsk w XII wieku, otrzymali dobra w pobliżu Wrocławia, m.in. we wsi (dziś osiedlu) Gaj na południe od miasta, w XIII wieku: z 1273 pochodzą zapiski o zakupie ziemi w sąsiedztwie kurii joannitów przez mieszczanina Henryka, syna Herdana.
W roku 1320 wspomina się już kościół (zamiennie – kaplicę) pod wezwaniem Bożego Ciała (Corpus Christi), w 1351 wzmiankowano kościół szpitalny Joannitów. W 1369 wybudowano krużgankowe połączenie kościoła ze znajdującą się po przeciwnej stronie ul. Świdnickiej komandorią zakonu.
Współczesna gotycka bryła kościoła z czerwonej cegły pochodzi z pierwszej połowy XV wieku. Kościół, położony przy murach miejskich i przy jednym z głównych bastionów fortyfikacji miejskich przy Bramie Świdnickiej, stanowił też obiekt o znaczeniu strategicznym (niektóre, nieistniejące już dziś, wieżyczki tego kościoła służyły bezpośrednio celom obronnym), co zresztą w jego historii odbiło się kilkakrotnie bardzo boleśnie.
W następnych dziesięcioleciach kilkakrotnie jeszcze przebudowywany; w 1700 przekształcono jego wnętrze w duchu baroku. 21 czerwca 1749 – podczas eksplozji baszty prochowej nieopodal skrzyżowania dzisiejszej ul. Włodkowica z Krupniczą, odległej o około pół kilometra – mocno ucierpiał. Od 1758 do 1763 (podczas wojny siedmioletniej) służył jako magazyn zbożowy. Pomimo późniejszych kosztownych remontów został ponownie zajęty i zdewastowany przez obrońców miasta – najpierw w latach 1778–1790, później w obliczu nadciągających wojsk napoleońskich w 1805–1806. Remont z 1810 roku pochłonął blisko sześć tysięcy talarów, ale już w 1813 budynek znów zaczął służyć wojsku jako schronienie dla jeńców wojennych i jako szpital.
W 1826 kościół przejęło państwo pruskie i w tym też czasie rozebrano przejście nad ul. Świdnicką. Od lat 30. XIX wieku datują się kolejne remonty i naprawy kościoła, które trwały blisko pół wieku. W międzyczasie, 18 czerwca 1874, uderzenie pioruna uszkodziło zachodni szczyt budynku.
W 1875 powstała neogotycka kruchta, a od 1875 do 1920 kościół służył starokatolikom.
1 kwietnia 1921 kościół ponownie uzyskał rangę katolickiej świątyni parafialnej. Kolejne remonty przeprowadzono w niej w latach 1927–1929, a następnie w 1935–1937.
Oblężenie Festung Breslau na początku 1945 roku spowodowało zniszczenia kościoła szacowane na 75%; pisał o nich w swych dziennikach ksiądz Paul Peikert pod datami 11 lutego, 17 lutego, 4 marca; około 10 marca kościół był już tak zniszczony, że jego proboszcz musiał zaprzestać odprawiania nabożeństw w samej świątyni i przeniósł je do budynku obecnej plebanii. Niemiecki proboszcz opuścił świątynię dopiero w 1946 r. wraz z ostatnimi wysiedlanymi parafianami.
Po wojnie, tymczasowo nakryty dachem, odbudowy doczekał się dopiero w latach 1955–1962 pod kierunkiem  J. Rozpędowskiego, a następnie, w kolejnym etapie 1967–1970 – E. Małachowicza.
W 1977 r. wrocławski organmistrz Józef Cynar wybudował w kościele 36-głosowe organy o trakturze elektro-pneumatycznej.
W kościele znajdują się rzeźba Chrystusa Ukrzyżowanego, dwa anioły z tabernakulum, relikwiarz oraz berło procesyjne z kościoła Wszystkich Świętych w Hodowicy.

## Architektura

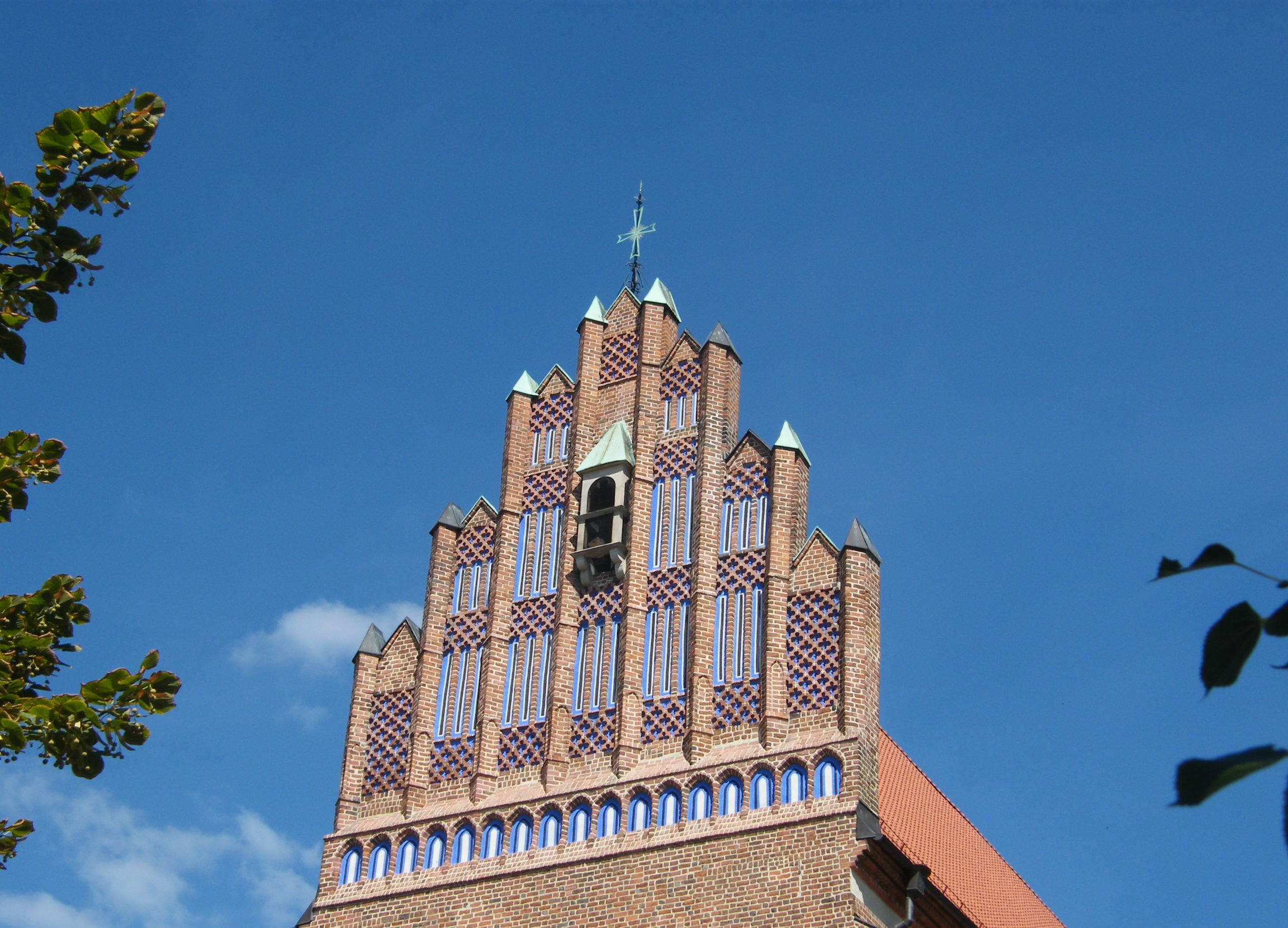
Fasada zachodnia

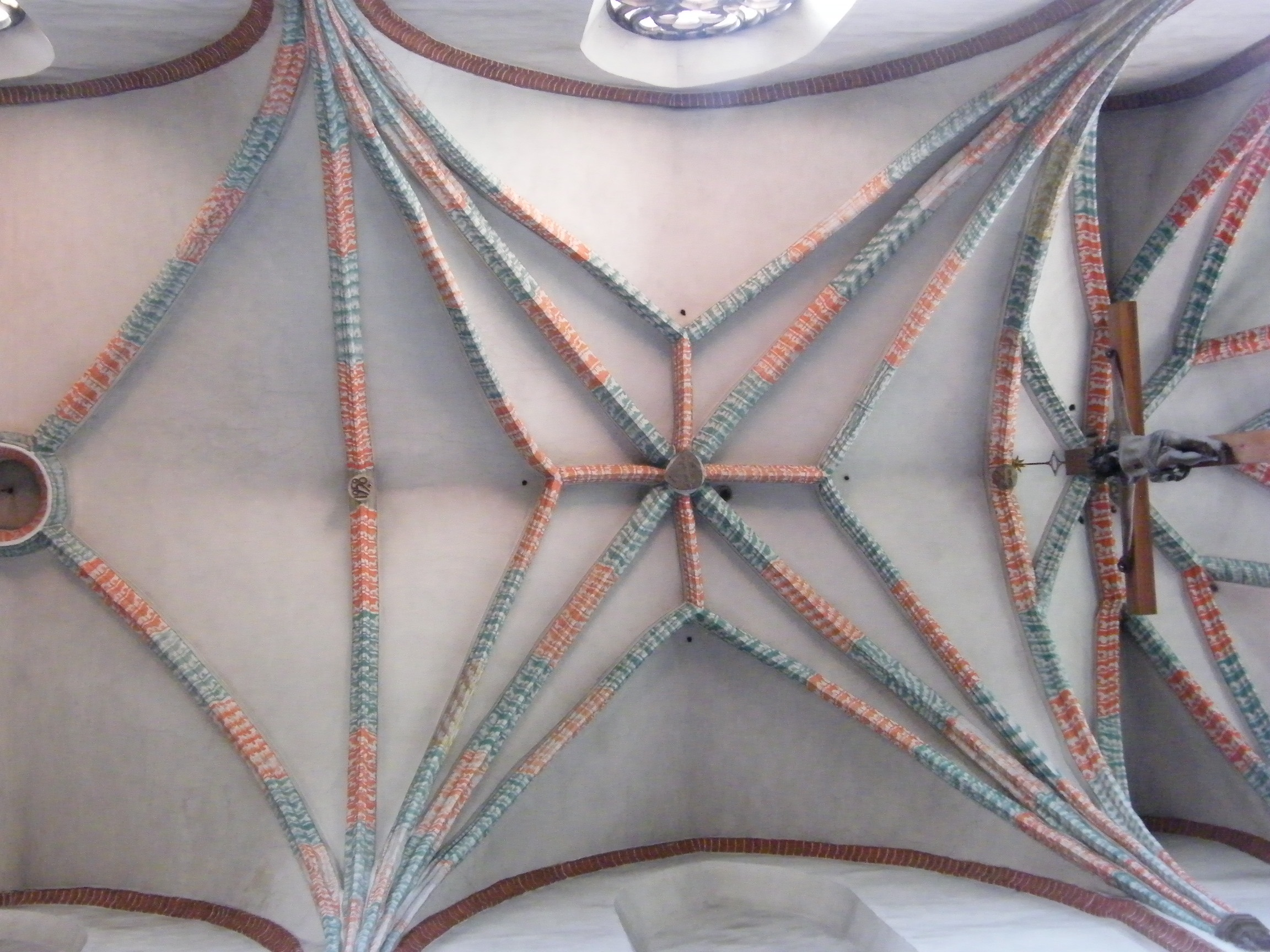
Sklepienie nawy

Kościół jest budowlą gotycką, bazylikową, z trzema nawami, jedną z trzech największych piętnastowiecznych w mieście, obok kościoła św. Barbary (dziś cerkiew Narodzenia Przenajświętszej Bogurodzicy) i klasztoru Bernardynów (dziś Muzeum Architektury).
Długość wynosi 39 m, szerokość 25 m, a wysokość murów nawy głównej – 27 m. Nawa główna, o wysokości 22,6 m, bez wydzielonego przestrzennie prezbiterium jest pięcioprzęsłowa i zamknięta trójbocznie, boczne nawy zakończone są prostopadłymi murami. Zewnętrzna powierzchnia ścian naw bocznych zlicowana jest z obrysem przypór, dzięki czemu są one gładkie. Równie gładka elewacja zachodnia zdobiona jest smukłym ostrołukowym oknem oraz ceramicznym szczytem ze sterczynami i płycinami, podobnym do szczytu na kościele św. Wojciecha. Wysokość fasady zachodniej bez krzyża wynosi 37 m. Neogotycka kruchta nawiązuje do form tej elewacji. Całość bryły kościoła sprawia wrażenie prostej i zdyscyplinowanej.
Kościół nie ma i nigdy nie miał głównej wieży, co jest rzadkie dla kościołów gotyckich, ale wymagane przez ówczesną regułę rycerskiego zakonu joannitów – zakon ten kładł nacisk na śluby ubóstwa, a wieża w średniowieczu była oznaką dominacji.